# Gossip Girl (bogserie)
Gossip Girl er en serie af ungdomsromaner, der er skrevet af Cecily von Ziegesar.
Serien er også blevet lavet som tv-serie og har kørt på The CW.